# إبراهيما سانيه
إبراهيما ساني (بالفرنسية: Ibrahima Sané)‏ هو لاعب كرة قدم سنغالي في مركز الهجوم، ولد في 11 نوفمبر 1989 في داكار في السنغال. لعب مع نادي الهلال ونادي بولون ونادي تولون ونادي روديز.

## وصلات خارجية
- إبراهيما سانيه على موقع قاعدة بيانات كرة القدم.إي يو (الإنجليزية)
- إبراهيما سانيه على موقع ليكيب (الفرنسية)
- إبراهيما سانيه على موقع Soccerway.com (الإنجليزية)